# James Leonard Brierley Smith
James Leonard Brierley Smith (Graaff-Reinet (Provincia del Cabo, actualmente Sudáfrica), 26 de octubre de 1897 – Grahamstown (Sudáfrica), 7 de enero de 1968) fue un ictiólogo sudafricano, químico y profesor universitario.
Alcanzó notoriedad mundial en 1939 al identificar por primera vez un celacanto capturado unos meses antes, un auténtico fósil viviente ya que se creía que estos peces se habían extinguido hacía más de 65 millones de años.

## Biografía
Nacido en Graaff-Reinet (Sudáfrica) en 1897, estudió química en las universidades de Stellenbosch (Sudáfrica) y Cambridge (Reino Unido), donde se doctoró en 1922.
A su retorno a Sudáfrica se incorporó como profesor de química en la Rhodes University, en Grahamstown.
A pesar de haber dedicado sus estudios a la química, ya desde muy joven mostró interés por la ictiología, y en 1931 publicó el primero de los muchos artículos que escribiría sobre este tema.
Entre 1922 y 1937 estuvo casado con Henrietta Cecile Pienaar, con quien tuvo tres hijos.
En Grahamstown conoció a Margaret Mary Macdonald, que se graduó en Física y Química en la Rhodes University. Se casaron en 1938 y ella comenzó a colaborar en las investigaciones ictiológicas de su marido.

### Descubrimiento del celacanto
En 1938 Marjorie Courtenay-Latimer, conservadora del museo de East London (Sudáfrica), comunicó a Smith el descubrimiento de un pez inusual que no habían sido capaces de identificar. Poco después de llegar a museo, en febrero de 1939, logró establecer que se trataba de un celacanto, que se creía extinguido hacía más de 65 millones de años, y en su honor bautizó el nuevo género de peces con el nombre de Latimeria. Smith inició además un programa de investigación que condujo al descubrimiento de un segundo ejemplar catorce años más tarde. Este segundo hallazgo permitió estudiar tanto el aspecto externo de celacanto como sus vísceras, ya que el primero había sido taxidermizado para poder conservarlo.

### Otras obras
Aunque oficialmente Smith estaba adscrito al departamento de Química de la universidad, dedicó todo su tiempo al estudio de los peces a partir de 1947, fecha en la que se creó oficialmente el departamento de Ictiología en la Rhodes University.
Trabajó con su esposa Margaret en la preparación del popular texto Sea Fishes of South Africa, publicado por primera vez en 1949, así como en el resto de libros y artículos que escribió hasta 1968, en total más de 500 documentos, que incluyen el libro Fishes of Seychelles y la identificación de unas 370 nuevas especies de peces.
Smith se suicidó en enero de 1968, envenenándose con cianuro, al darse cuenta de que sus facultades mentales comenzaban a decaer a causa de una larga enfermedad.
Ese mismo año Margaret M. Smith impulsó la creación del JLB Smith Institute of Ichthyology, del que sería la primera directora hasta que se retiró en 1982, con el objetivo de proseguir la tarea de investigación ictiológica de su marido. Desde 2001 este instituto se conoce oficialmente con el nombre de South African Institute for Aquatic Biodiversity.

## Abreviatura
La abreviatura Smith se emplea para indicar a James Leonard Brierley Smith como autoridad en la descripción y taxonomía en zoología.